# Museo civico di Sansepolcro

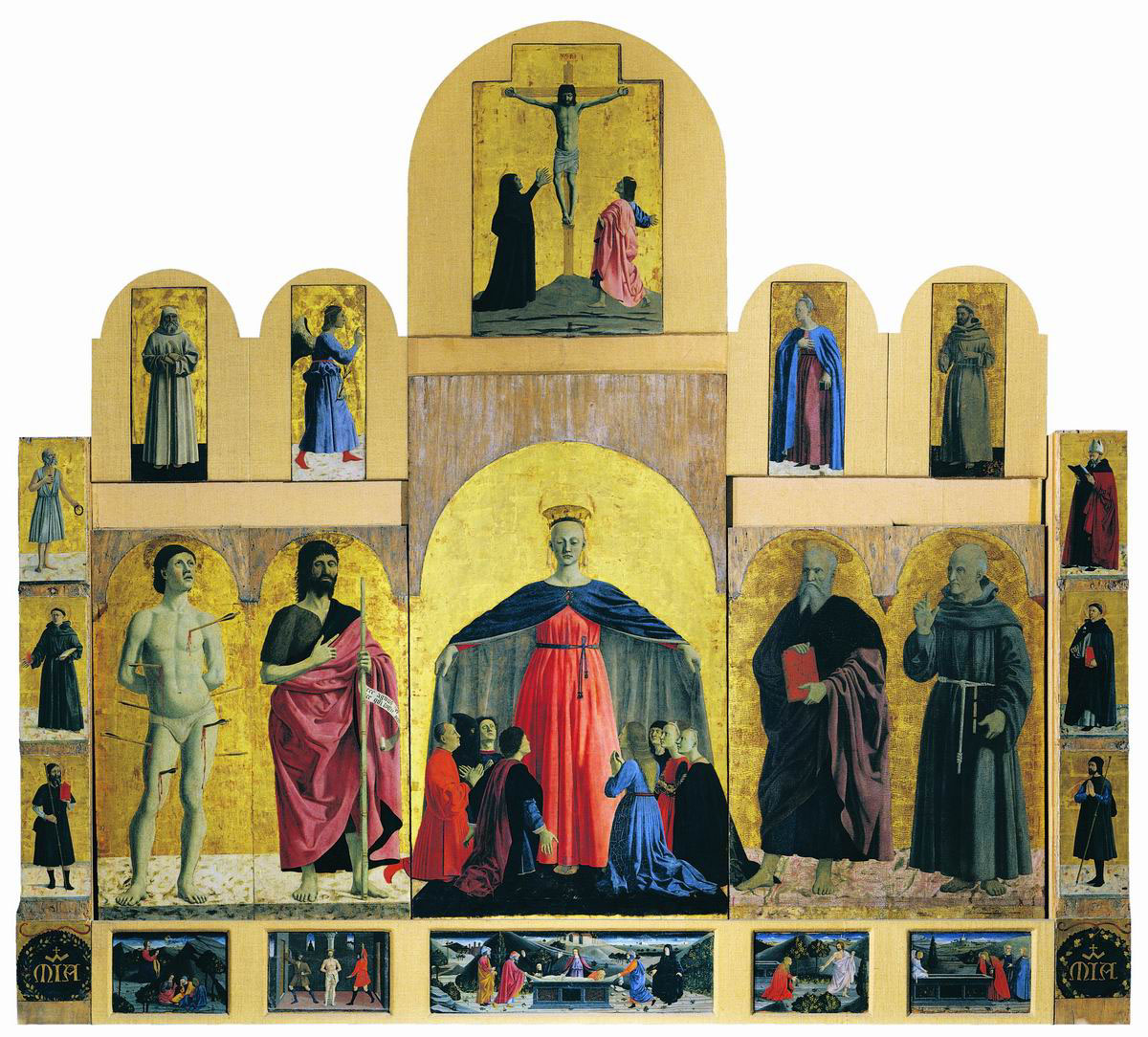
Piero della Francesca, Polittico della Misericordia

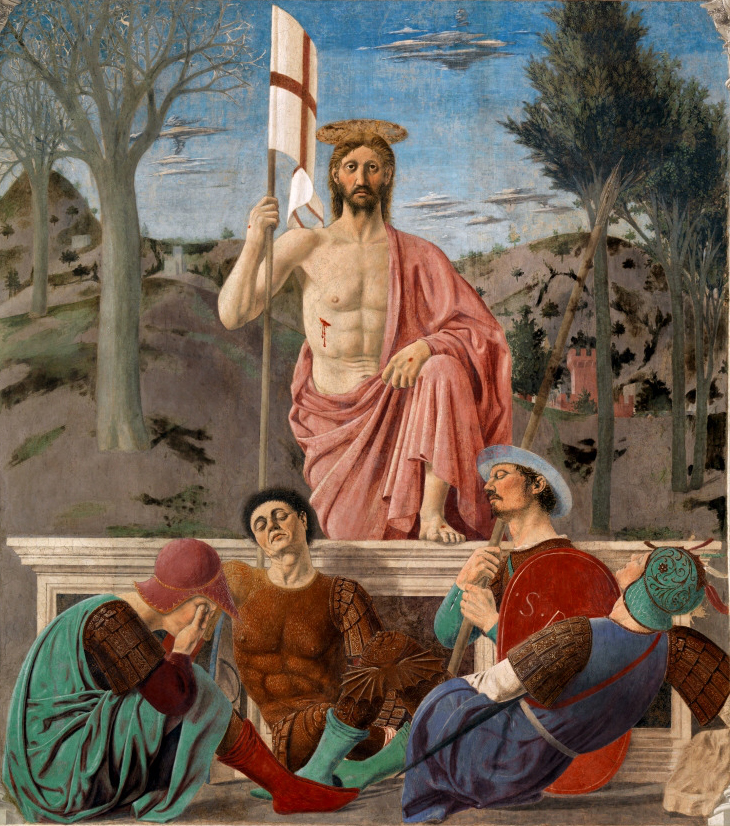
Piero della Francesca, Resurrezione

Il Museo civico di Sansepolcro è un importante istituto museale di Sansepolcro, in cui sono conservate alcune delle opere di maggior prestigio di Piero della Francesca. Il museo presenta dieci sale espositive distribuite tra il piano terra e il primo piano; parte integrante del percorso è anche il seminterrato.

## Storia
Creatasi a partire dal XVIII secolo con l'allestimento di una galleria di personaggi illustri, la raccolta d'arte del Comune di Sansepolcro è stata notevolmente incrementata a seguito delle confische di opere d'arte dalle chiese delle corporazioni religiose soppresse nel 1866. In tal modo si è venuta a creare la pinacoteca comunale, antesignana dell'attuale Museo civico, inaugurato nel 1975.. Nei primi anni del XX secolo è stata compiuta la scelta di valorizzare la centralità dell'opera di Piero della Francesca, rispetto alla precedente idea di museo sulla storia artistica cittadina, per cui sono state soppresse le sezioni "Disegni e stampe" nel 2013 e "Oreficeria e paramenti sacri" nel 2017,ripristinando in tal modo l'assetto della vecchia Pinacoteca Comunale.

## Collezioni
Conserva opere pittoriche di Piero della Francesca, Matteo di Giovanni, Raffaellino dal Colle, Giovanni Battista Cungi, Giovanni de' Vecchi (Presentazione di Maria al Tempio già nella chiesa di Santa Maria Maddalena, 1562-63), Santi di Tito, Raffaello Schiaminossi, Giovanni Battista Mercati, Pontormo, Leandro Bassano, Andrea Pozzo, i fratelli Alberti, i fratelli Cantagallina, Giovanni del Leone, Angelo Tricca,e altri autori locali; sculture dei secoli XIII-XV; terrecotte dei Della Robbia; incisioni e stampe dei secoli XVI-XVII; oreficerie dei secoli XIII-XIX; paramenti sacri dei secoli XVI-XVIII.
Nel marzo del 2018 si è concluso il restauro di quello che è stato definito il capolavoro supremo di Piero della Francesca, La Resurrezione.
Lo studio durato circa tre anni è stato curato e realizzato dall’Opificio delle Pietre Dure di Firenze, sotto le direttive di Cecilia Frosinini.
Il processo di pulitura, affidato a Paola Ilaria Mariotti dell’Opificio e a Umberto Senserini della Soprintendenza aretina, ha riscontrato un’’opera sottoposta a fenomeni di solfatazione e decoesione della pellicola pittorica e degli intonaci, oltre a presentare una striscia scura causata dalla fuliggine e dal calore del camino collocato alle spalle dell’affresco.
L’opera di Piero della Francesca, che il Vasari confermò essere “di tutte le sue, la migliore”, ripulita dallo sporco e dagli interventi ottocenteschi, torna finalmente a brillare di luce propria: il cielo è tornato ad illuminarsi di un azzurro terso che dona un nuovo vigore e ieraticità ai corpi rendendo i colori vividi e lucenti. Nel fondale sono ora visibili i castelli e gli edifici, parte di un paesaggio da tempo evaporato, a causa di un maldestro lavaggio con acqua e soda caustica.
L’opera eseguita tra il 1450 e il 1463, eseguita secondo la tecnica mista dell’affresco, in parte a pittura a tempera e in parte a secco, pare sia stato originariamente non destinato a quella parete della Sala dei Conservatori della residenza del palazzo del Governo oggi sede del Museo: uno studio durante il restauro conferma infatti che l’opera sia stata dipinta altrove e trasportata su un telaio con un massello, tagliando un pezzo di muro.
Il restauro di questa icona del cristianesimo rinascimentale è stato finanziato con la somma di 40.000 euro del Comune di Sansepolcro e 100.000 donati dal mecenate Aldo Osti.

### Opere principali
- Piero della Francesca
  - Polittico della Misericordia, 1444-1464
  - Resurrezione, 1450-1463
  - San Giuliano, 1454-1458
  - San Ludovico di Tolosa, 1460
- Andrea della Robbia
  - Natività, 1480 circa
  - Madonna col Bambino, 1502
- Pontormo
  - San Quintino, 1517